# Jodi Benson
Jodi Marie Benson (født 10. oktober 1961) er en amerikansk skuespillerinde, stemmelægger og sopransangerinde. Hun er bedst kendt for at lægge både stemme og sangstemme til Prinsesse Ariel i Disney-filmene Den lille havfrue og dens efterfølgere. Bensons seneste arbejde var, da hun lagde stemme til Barbie i Toy Story 2 fra 1999 og Toy Story 3 fra 2010.

## Filmografi

### Film og fjernsyn
- 1984 Nausicaä - fra vindenes dal (stemme) – Lastelles mor
- 1989 Den lille havfrue (stemme) – Prinsesse Ariel, "Vanessa"
- 1991 Pirates of Dark Water tv-serie (stemme) – Tula
- 1991 Disney Sing Along Songs: Under the Sea (stemme, arkivklip) – Prinsesse Ariel
- 1992 P. J. Sparkles (stemme) – P. J.
- 1992 The Little Mermaid TV Series (stemme) – Prinsesse Ariel
- 1994 Disney Sing Along Songs: Circle of Life (stemme, arkivklip) – Prinsesse Ariel
- 1994 Tommelise (stemme) – Tommelise
- 1996 Disney Sing Along Songs: Friend Like Me (stemme, arkivklip) – Prinsesse Ariel
- 1996 Guideposts Junction – Sig selv
- 1997 Flubber (stemme) – Weebo
- 1997 A Christmas Carol (stemme) – Belle
- 1998 Blablaland – Lola Pesto
- 1998 The Mighty Kong (stemme) – Ann Darrow
- 1998 Herkules – tv-serie (stemme) – Helena af Troy
- 1999 Toy Story 2 (stemme) – Barbie
- 1999 Hercules: Zero to Hero (stemme) – Helena af Troy
- 2000 Batman Beyond (stemme)- Aquagirl ("The Call" Parts 1 and 2)
- 2000 Den lille havfrue 2: Havets hemmelighed (stemme) – Prinsesse Ariel
- 2000 Joseph: Drømmenes konge (stemme) – Asenath
- 2001 House of Mouse tv-serie (stemme) – Princess Ariel/Belle
- 2001 Lady og Vagabonden 2: Vaks på eventyr (stemme) – Lady (Segment "Pidge")
- 2001 Mickey's Magical Christmas: Snowed In at the House of Mouse (stemme) – Prinsesse Ariel
- 2001 Balto II: Wolf Quest (stemme) – Jenna
- 2001 The Grim Adventures of Billy & Mandy – The Blue Fairy
- 2002 The Powerpuff Girls Movie (stemme) – Linda
- 2002 Rapsittie Street Kids: Believe in Santa (stemme) – Lenee
- 2003 101 Dalmatinere II - Kvik på eventyr I London (stemme) – Anita
- 2003 K10C: Kids' Ten Commandments (stemme) – Leila and Martha
- 2003 Mickey's PhilharMagic (stemme)  – Prinsesse Ariel
- 2004 Balto III: Wings of Change (stemme) – Jenna
- 2005 Camp Lazlo (stemme) – Patsy Smiles, Ms. Jane Doe, Almondine
- 2007 The Save-Ums (stemme) – Cloe
- 2007 Fortryllet – Sam
- 2008 Den lille havfrue 3: Historien om Ariel (stemme) – Prinsesse Ariel
- 2008 Ben 10: Alien Force (stemme) – Prinsesse Judith
- 2010 Toy Story 3 (stemme) – Barbie
- 2011 The Little Engine That Could (stemme) – Jillian
- 2011 Hawaiian Vacation (stemme) – Barbie
- 2012 Sofia the First (stemme) – Prinsesse Ariel

### Videospil
- 1998 Græsrødderne – Atta
- 2000 Grandia II – Millenia/Reena
- 2000 The Little Mermaid II: Return to the Sea – Prinsesse Ariel
- 2000 Disney's Aladdin in Nasira's Revenge – Nasira
- 2002 Kingdom Hearts – Prinsesse Ariel (English version)
- 2005 Kingdom Hearts II – Prinsesse Ariel (English version)
- 2007 Disney Princess: Enchanted Journey – Prinsesse Ariel
- 2011 Kinect Disneyland Adventures – Prinsesse Ariel